# بيتر سكوت لويس
بيتر سكوت لويس (بالإنجليزية: Peter Scott Lewis)‏ هو ملحن أمريكي، ولد في 31 أغسطس 1953.

## وصلات خارجية
- بيتر سكوت لويس على موقع ميوزك برينز (الإنجليزية)